# Аерологія
Аероло́гія — наука про процеси у вільній атмосфері, та методи її вивчення, частина метеорології. Часто цей термін вживають у вужчому значенні, як лише вчення про методи дослідження високих шарів атмосфери та прилади, що при цьому застосовуються; у зазначеному сенсі синонімом є аерономія.
Аерологія виділилась в окремий розділ метеорології завдяки появі літальних апаратів, а також розвитку радіозв'язку і вимірювальної техніки. Основними задачами аерології є винайдення методів дослідження вільної атмосфери, а також розробка нових точніших приладів для визначення різних параметрів вільної атмосфери. Основним методом аерологічних досліджень є зондування, тобто вимірювання метеорологічних величин за допомогою приладів, що піднімаються в атмосферу.
Основні види зондувань:
- Вітрове — вимірювання швидкості і напрямку вітру;
- Температурно-вітрове — вимірювання температури, швидкості і напрямку вітру;
- Радіозондування — використувуються радіозонди;
- Літакове — за допомогою апаратури, встановленої на літаках;
- Ракетне — за допомогою апаратури, що встановлюється на метеорологічних ракетах;
- Супутникове — за допомогою приладів на метеорологічних супутниках

Методи аерологічних досліджень можна поділити на контактні та дистанційні. Контактні (або прямі)- засновані на використанні приладів, які піднімаються на ту висоту, на якій необхідно провести вимірювання тієї чи іншої величини. Дистанційні методи дозволяють вивчати явища на відстані. Вони поділяються на активні і пасивні. При використанні активних методів із Землі або з літального апарата в атмосферу посилаються різні сигнали: звукові (акустичний метод), світлові (лазерний метод), радіосигналів (метеорологічна радіолокація). Пасивні методи — базуються або на прийомі сигналів (наприклад, від радіозонду) або на візуальних спостереженнях.